# Theophilus Laan
Theophilus Laan (flor. 1745-1761) var en kobberstikker, som muligvis var af hollandsk herkomst, men som kun kendes som aktiv i Danmark.
Laan udførte et portrætblad til Desroches de Parthenays franske udgave af Ludvig Holbergs Moralske tanker (Pensées morales, 1748-49). Laan kreerede et motiv med Diogenes siddende foran sin tønde, muntert pegende på et Holbergportræt, der er sømmet fast på bunden. Stikket blev ikke anvendt. Holberg billigede ikke Diogenesfremstillingen, og måske fandt han også kvaliteten af arbejdet for ringe. Efter Laans død blev stikket i en ændret version, udført af Jonas Haas 1755, brugt i Wille Høybergs Holbergiana. Af Laans ganske begrænsede (kendte) produktion fremstår prospektet af Christiania som et dygtigt arbejde.

## Værker
- To kort til Johannes Peder Anchersen: Herthadalen ved Leyre (1745)
- Karrers forskellige brug til forannævnte (1745)
- Holbergportræt på Diogenes' tønde (1749)
- Prospekt af Christiania dedikeret til Frederik V
- Titelvignet til Jens Essendrop: Beskrivelse over Lier Præstegield (1761, efter Marcus Tuscher)